# Государственный строй Израиля
Государство Израиль — парламентская республика. Создание государства было провозглашено 14 мая 1948 года за несколько часов до окончания действия британского мандата.

## Структура органов власти
Глава государства — президент, которого избирает Кнессет на семь лет тайным голосованием, одно и то же лицо не может быть избрано Президентом более чем на один срок. Первым президентом Израиля стал председатель Всемирной сионистской организации профессор Хаим Вейцман. Согласно действующему законодательству президент практически не обладает реальными властными полномочиями, он служит одним из символов государства и выполняет представительские функции. В числе реальных   полномочий президента — выбор кандидата на должность премьер-министра после избрания нового созыва Кнессета, этому кандидату поручается формирование правительства.  Также президент имеет право амнистировать заключённых (гражданин Израиля, осуждённый к лишению свободы, может один раз за свою жизнь обратиться к Президенту с прошением о помиловании).
Высший орган законодательной власти — Кнессет — однопалатный парламент, который состоит из 120 депутатов. Члены кнессета избираются прямым голосованием по партийным спискам. Первый состав кнессета начал свою работу после всеобщих выборов в январе 1949 года.
Центральный орган исполнительной власти — правительство, возглавляемое премьер-министром (букв. главой правительства). Первым премьер-министром Израиля стал глава Еврейского агентства Давид Бен-Гурион.
Высший орган судебной власти — Верховный суд Израиля (Высший Суд Справедливости). Он является последней инстанцией для рассмотрения гражданских и уголовных дел, а также действует как конституционный суд, принимая решения о соответствии отдельных законодательных актов «основным законам».
Кнессет, резиденция Президента, канцелярия Премьер-министра, Верховный Суд Израиля, как и большинство министерств и правительственных учреждений находятся в Иерусалиме.
Исполнительную власть в городах осуществляют мэры, избираемые прямым голосованием. Муниципальные советы избираются прямым голосованием по партийным спискам и участвуют в руководстве, а также контроле за исполнительной властью. В поселках и деревнях — местные советы, региональные советы руководят группами небольших населенных пунктов.
В Израиле религия не отделена от государства, и на местах существуют религиозные советы, состоящие из духовных лиц, назначенных местной властью, главным раввинатом и министерством по делам религий, занимающиеся предоставлением населению услуг по актам гражданского состояния и культовых услуг.

## Законодательство
Государство Израиль не имеет формальной Конституции. На практике её функции исполняет свод «основных законов», регламентирующих основные вопросы государственного устройства, прав и свобод граждан.
Согласно решению кнессета от 15 июня 1950 года (т. н. «компромисс Харари») после того, как Кнессет примет постановление о том, что все необходимые основные законы приняты, они, при добавлении соответствующей вводной части, составят Конституцию Государства Израиль.